# Lindsey Davis
Lindsey Davis (ur. 21 sierpnia 1949 w Birmingham) – brytyjska pisarka, autorka kryminałów historycznych. Akcja jej książek toczy się głównie w starożytnym Rzymie, rzadziej w siedemnastowiecznej Anglii.
Ukończyła studia z zakresu literatury angielskiej na Uniwersytecie Oksfordzkim. Następnie przez trzynaście lat pracowała jako urzędniczka.
Otrzymała nagrody literackie: Author's Club Prize (za swój debiut powieściowy Srebrne Świnki), Ellis Peters Historical Dagger (za powieść Two for the Lions) i Dagger in the Library, Sherlock Award, Premio Colosseo, Cartier Diamond Dagger i Barcelona Historical Novel Prize.
Była honorową przewodniczącą Classical Association (1997-1998), przewodniczącą Crime Writers’ Association oraz przewodniczącą Society of Authors. Mieszka w Londynie.

## Powieści
seria Marek Dydiusz Falko
1. The Silver Pigs (1989; wyd. pol. 2009 Srebrne Świnki)
2. Shadows in Bronze (1990; wyd. pol. 2009 Wykute w brązie)
3. Venus in Copper (1991; wyd. pol. 2009 Miedziana Wenus)
4. The Iron Hand of Mars (1992; wyd. pol 2010 Żelazna ręka Marsa)
5. Poseidon's Gold (1993; wyd. pol. 2011 Złoto Posejdona)
6. Last Act in Palmyra (1994; wyd. pol. 2011 Ostatni akt w Palmirze)
7. Time to Depart (1995)
8. A Dying Light in Corduba (1996)
9. Three Hands in the Fountain (1997)
10. Two for the Lions (1998)
11. One Virgin Too Many (1999)
12. Ode to a Banker (2000)
13. A Body in the Bath House (2001)
14. The Jupiter Myth (2002)
15. The Accusers (2003)
16. Scandal Takes a Holiday (2004)
17. See Delphi and Die (2005)
18. Saturnalia (2007)
19. Alexandria (2009)
20. Nemesis (2010)

- The Course of Honour (1997)
- Rebels and Traitors (2009)
- Master and God (2012)

seria Flavia Albia Mystery
1. The Ides of April (2013)
2. Enemies at Home (2014)
3. Deadly Election (2015)

- A Cruel Fate (2014)

## Nowela
- The Spook Who Spoke Again (2015; z serii powieściowej Flavia Albia Mystery)

## Literatura faktu
- Falco: The Official Companion (2010)